# Portada/efemèride abril 21
La Catedral de Brasília.
« 20 d'abril · 21 d'abril · 22 d'abril »